# Thủy điện Tà Lơi
Thủy điện Tà Lơi là nhóm các thủy điện xây dựng trên dòng ngòi Tà Lơi tại vùng đất xã Trung Lèng Hồ và Mường Hum, huyện Bát Xát tỉnh Lào Cai, Việt Nam.
Năm 2019 Tà Lơi có 3 bậc với tổng công suất lắp máy 33 MW.
- Thủy điện Tà Lơi 1  có công suất lắp máy 15 MW với 2 tổ máy, sản lượng trung bình hơn 58 triệu KWh/năm,[3]
- Thủy điện Tà Lơi 2  có công suất lắp máy 10,5 MW với 3 tổ máy, sản lượng trung bình hơn 48 triệu KWh/năm, khởi công xây dựng tháng 10/2012, hoàn thành tháng 7/2016 [4][5]
- Thủy điện Tà Lơi 3 có công suất lắp máy 7,5 MW với 2 tổ máy, sản lượng trung bình hơn 30 triệu kWh/năm, khởi công xây dựng tháng 3/2010, hoàn thành tháng 11/2012 [6][7].